# Amplirhagada questroana
Amplirhagada questroana é uma espécie de gastrópode  da família Camaenidae.
É endémica da Austrália.